# Stefano Landi
Stefano Landi, auch Steffano Landi (* 26. Februar 1587 in Rom; † 28. Oktober 1639 ebenda) war ein italienischer Sänger, Kapellmeister und Komponist.

## Leben
Als Achtjähriger wurde Stefano Landi 1595 als Knabensopran im Collegio Germanico-Ungarico in Rom aufgenommen. Möglicherweise war der italienische Komponist Asprilio Pacelli (1570–1640) ein Mitschüler oder Lehrer.
Nachdem Landi 1599 erste Aufträge erhalten hatte, begann er 1602 sein Musikstudium am Seminario Romano. In den Aufzeichnungen des Seminars wurde er 1607 als Komponist und Dirigent eines pastoralen Karnevals erwähnt. 1611 erschien sein Name als Organist und Sänger. 1614 erhielt er eine Anstellung als Kapellmeister in der Kirche Santa Maria della Consolazione in Rom. Der italienische Komponist Agostino Agazzari (1578–1640), Kapellmeister am Seminario Romano, war möglicherweise ein Lehrer Landis.
1618 übersiedelte Landi nach Norditalien, wo er in Venedig ein fünfstimmiges Madrigal veröffentlichte; offenbar wurde er als Kapellmeister nach Padua berufen. Dort begann er mit der Komposition seiner ersten Oper, La morte d’Orfeo. Wahrscheinlich war sie Teil der Feierlichkeiten einer Hochzeit. Seine Erfahrungen in Padua und Venedig waren entscheidend für die Entwicklung seines eigenen Stils. Von nun an stand er in engem Kontakt mit Komponisten der venezianischen Schule, welche im traditionell orientierten Rom weniger beliebt waren.
1620 kehrte er nach Rom zurück, wo er den Rest seines Lebens verbrachte. Zu seinen Mäzenen zählten die Familie Borghese, Kardinal Moritz von Savoyen (1593–1657) sowie Papst Urban VIII. Für die Familie Barberini, seine wichtigsten Förderer, schrieb er seine bekannteste Arbeit, die Oper Il Sant’Alessio im Jahr 1631. In diesen Jahren war er besonders aktiv, es entstanden verschiedene Messen, Arien und Responsorien, hauptsächlich im frühbarocken, konservativen Stil des Komponisten Palestrina, welche als die sakrale Musikform jener Zeit galt.
Landi wird als einer der bedeutendsten Musiker der ersten Hälfte des 17. Jahrhunderts angesehen und übte mit seinen Werken erheblichen Einfluss auf die Entwicklung der Kantate und der römischen Oper aus.
1636 verschlechterte sich sein Gesundheitszustand dramatisch. Am 28. Oktober 1639 verstarb er in Rom und wurde in der Kirche Santa Maria in Vallicella beigesetzt.

## Werke

### Opern
- La morte d’Orfeo, Uraufführung: Padua, 1619
- Il Sant’Alessio, 1631, Libretto: Giulio Rospigliosi, Uraufführung: vermutlich Februar 1632, Palazzo Barberini, Rom